# Del Shannon
Del Shannon (født 30. december 1934, død 8. februar 1990) var en amerikansk rock and roll-sanger/sangskriver, særligt kendt for nummeret "Runaway", der nåede nummer et på hitlisten i USA i 1961.

## Biografi
Del Shannon blev født Charles Weedon Westover i Grand Rapids, Michigan, USA. Han voksede op i Coopersville, Michigan, en lille by tæt på Grand Rapids. Dér lærte han at spille på ukulele og guitar og lyttede til country- og westernmusik, bl.a. Hank Williams, Hank Snow og Lefty Frizzell. I 1954 kom han i hæren, og mens han var i Tyskland spillede han guitar i et band, der hed The Cool Flames.
Shannon led af en depression og begik selvmord den 8. februar 1990 med en .22 kaliber riffel. Efter hans død blev han æret af de resterende fire medlemmer af The Traveling Wilburys, da de genindspillede hittet Runaway.
Shannon havde én datter, Carly Fayth Shannon.